# Perizoma inciliata
Perizoma inciliata là một loài bướm đêm trong họ Geometridae.